# An Nakahara
An Nakahara (中原杏, Nakahara An), (Okayama, 8 de fevereiro de 1969, é uma mangaká japonesa, sua obra mais conhecida foi Kilari (Kirarin Revolution).

## Biografia
An Nakahara amava o mundo shōjo desde criança. Ela começou criando Suki Suki Daisuki em 2001, que era sobre a história de uma jovem estudante que se apaixonou por seu professor. Em 2003, ela regressa com uma nova continuação, Zutto Suki Suki Daisuki, que narra o casamento e os problemas do casal, e depois continua com os mangás Terepari Kiss e Ijiwaru Love Devil.
Seu primeiro sucesso foi Kilari em 2004, que conta a história de uma garota do ensino médio que se torna uma cantora e ídolo famosa. O mangá, estendido em quatorze volumes, com mais de seis anos de publicação, foi adaptado para anime e drama de televisão, e ganhou o Prêmio de Mangá Shogakukan na categoria infantil em 2007. As histórias, Kirarin Revolution: Tokubetsuhen e Kirarin Revolution: Kirari to Akarihen, também foram escritas por ela.
Quando o projecto Kirarin Revolution terminou, ela regressou em 2009 com um novo mangá, Kururun Rieru Change!. Ela foi convidada para o Japan Expo em 2010.

## Mangás
- Suki suki daisuki (2001)
- Zutto suki suki daisuki (2003)
- Terepari kiss (2003)
- Ijiwaru love devil (2003)
- Otona ni narumon! (2004)
- Kirarin Revolution (Kilari em Portugal) (2004)
- Pinku ouji to yuutsu hime (2007)
- Kirarin Revolution: Tokubetsuhen (2007)
- Kirarin Revolution: Kirari to akarihen (2008)
- Kururun rieru change! (2009)
- Nijiiro Prism Girl (2010)